# Jure Bučević
Jure Bučević (Split, 27. listopada 1980.), hrvatski dirigent, pedagog i violinist. Od 2019. do 2023. godine na dužnosti je ravnatelja Opere u HNK-u Split, a uz to je radio i kao jedan od dirigenata matične kuće.
Bio je član gradskoga vijeća Splita Hrvatske građanske stranke. Godine 2019. potpisao je aneks ugovora s intendantom Srećkom Šestanom, zbog čega je bio centar kontroverza. Po nekim mišljenjima, aneks je predstavljao protuzakonito djelo.

## Životopis
U rodnom Splitu završio je osnovno i srednje glazbeno obrazovanje. Po završetku studija violine radi kao prof. i voditelj orkestra pri Glazbenoj školi Josipa Hatzea. Bio je dugogodišnji član orkestra Opere Hrvatskog narodnog kazališta u Splitu kao violinist, asistent dirigenta (Ivo Lipanović, Hari Zlodre, Ivan Repušić),[nedostaje izvor] samostalan dirigent te u konačnici ravnatelj opere.